# Резолюция Совета Безопасности ООН 1087
Резолюция Совета Безопасности Организации Объединённых Наций 1087 (код — S/RES/1087), принятая 11 декабря 1996 года, подтвердив резолюцию 696 (1991) и все последующие резолюции по Анголе, продлил мандат третьей Ангольской контрольной миссии ООН (UNAVEM III) до 28 февраля 1997 года.
Была подчеркнута важность полного выполнения мирных соглашений, включая Лусакский протокол, для Анголы, и всем сторонам напомнили об их обязательствах.
В мирном процессе наблюдался медленный прогресс. В феврале 1997 года Совет утвердил рекомендацию Генерального секретаря ООН Бутроса Бутроса-Гали о сокращении размера UNAVEM III, в связи с усталостью доноров. Обе стороны также должны были начать работу по интеграции отдельных военнослужащих УНИТА в ангольскую армию и демобилизации. Стороны также должны были достичь соглашения об особом статусе президента УНИТА как президента крупнейшей оппозиционной партии до 31 декабря 1996 года. Им было предложено приехать в Луанду по вопросу формирования правительства национального единства и примирения. Эмбарго на поставки оружия против УНИТА, введенное Резолюцией 864 (1993), должно было строго соблюдаться, и была выражена озабоченность тем, что соседние государства его не соблюдают.
Затем обе стороны призвали активизировать усилия по разминированию и уничтожить запасы наземных мин, за которыми будет следить UNAVEM III. Наконец, Генерального секретаря попросили подготовиться к последующему присутствию ООН в Анголе, которое будет включать военных наблюдателей, полицейских наблюдателей, политический компонент, наблюдателей за соблюдением прав человека и Специального представителя, и представить отчет не позднее 10 февраля 1997 года.